# Alan Rawsthorne
Alan Rawsthorne (født 2. maj 1905, død 24. juli 1971) var en britisk komponist. Han skrev bl.a. tre symfonier, samt orkesterværker og en del solokoncerter for mange instrumenter, kammermusik sange og klaverstykker.

## Udvalgte værker
- Symfoni nr. 1 (1950) - for orkester
- Symfoni nr. 2  "En Pastorale Symfoni" (1959) - for orkester
- Symfoni nr. 3 (1964) - for orkester
- Symfoniske studier (1938) - for orkester
- 2 Violinkoncerter (1948, 1956) - for violin og orkester
- 2 Klaverkoncerter (1939, Rev. 1942, 1951) - for klaver og orkester
- Obokoncert (1947) - for obo og orkester
- Cellokoncert (1966) - for cello og orkester
- Koncert (1949) - for strygeorkester